# 贡宝拉格苏木
贡宝拉格苏木，是中华人民共和国内蒙古自治区锡林郭勒盟太仆寺旗下辖的一个乡镇级行政单位。

## 行政区划
贡宝拉格苏木下辖以下地区：
吉林乌苏嘎查、五旗敖包村、德日森恩艾力嘎查、道海嘎查、额木恩瓦窑嘎查、灰图瓦窑嘎查、敦达乌苏嘎查、毛敦苏莫嘎查、乌兰淖尔嘎查、海日图嘎查、莫日古其格嘎查、格日勒图嘎查、新宝拉格嘎查、沙巴尔图嘎查、包恩本嘎查、宝日浩特嘎查、宝格顶敖包嘎查、哈夏图嘎查和赛罕淖尔嘎查。